# Polymixia longispina
Polymixia longispina är en fiskart som beskrevs av Deng, Xiong och Zhan, 1983. Polymixia longispina ingår i släktet Polymixia och familjen Polymixiidae. Inga underarter finns listade i Catalogue of Life.